# Piet Emmer

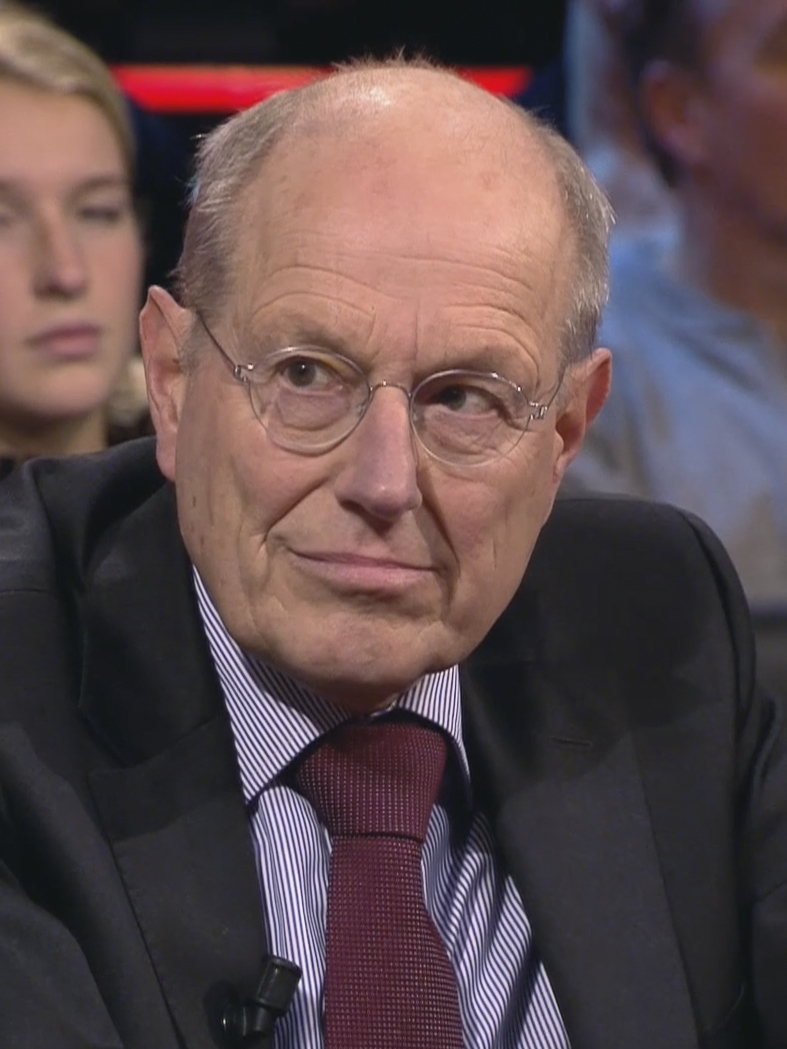
Piet Emmer (2018)

Pieter Cornelis (Piet) Emmer (* 17. Oktober 1944 in Haarlem) ist ein niederländischer emeritierter Professor für Kolonialgeschichte an der Universität Leiden, der sich auf die Europäische Expansion und die damit verbundene Sklaverei und Einwanderung spezialisiert hat.

## Karriere
Emmer promovierte 1974 mit einer Arbeit zum Thema „England, die Niederlande, Afrika und der Sklavenhandel im 19. Jahrhundert“. 1991 wurde er Professor an der Universität Leiden mit der Aufgabe Europäische Expansion und Migration. Sein bekanntestes Buch ist The Dutch Slave Trade 1500–1850. 2009 ging er in den Ruhestand.

## Holländischer Sklavenhandel
Emmer galt jahrelang als der Sklaverei-Experte der Niederlande, wird aber in der öffentlichen Debatte wegen seiner relativistischen Position verleumdet. In seinen Veröffentlichungen betont er die Rolle, die die Bewohner des afrikanischen Kontinents im atlantischen Sklavenhandel spielten. Emmer relativiert auch die Rentabilität des holländischen Sklavenhandels, indem er errechnet, dass der holländische Sklavenhandel nur 0,005 Prozent des Nationaleinkommens ausmachte, und führt an, dass viele Sklaven während der Reise von Afrika in die Neue Welt starben. Er erklärte auch, dass der niederländische Sklavenhandel der einzige sei, der aus wirtschaftlichen Gründen aufgehört habe zu existieren.
2013 stellte er in einem Artikel in der niederländischen Zeitung Trouw fest, dass es den Sklaven nicht immer so schlecht erging, wie die damaligen Abolitionisten suggerierten: Die Sklavenhalter (z Angesichts der möglichen Folgen wollten sie keinen Konflikt mit den Sklaven riskieren, und sie waren auch im Vergleich zu den armen Menschen in Europa und Afrika, die unter Hungersnöten litten, relativ gut ernährt). In der Radiosendung 1 op 1 sagte er: „Man muss sich auch darüber im Klaren sein, dass sie nicht frei gewesen wären, wenn sie in Afrika geblieben wären. Sie waren bereits versklavt.“
Emmers Recherchen zur niederländischen Sklaverei-Vergangenheit stoßen immer wieder auf Widerstand. Sein Buch zur Geschichte der Sklaverei wurde unter anderem von der National Platform for Slavery Past kritisch aufgenommen. Einer der Einwände war, dass Emmer den Anteil der niederländischen Republik am Atlantischen Sklavenhandel auf fünf Prozent schätzt. Aufsehen erregte auch seine Aussage, Entwicklungshilfe sei mit Entwicklung unvereinbar.

### Sklaverei-Museum
Auf die Frage, ob er sich am neuen Nationalen Sklavereimuseum in Amsterdam beteiligen werde, antwortete er: „Ich wurde nicht gefragt. Vielleicht bin ich zu alt oder zu umstritten.“ Emmer hat alle möglichen Vorstellungen von der Gestaltung des neuen Museums: Er möchte eine Dokumentation zur Sklaverei aus Westindien, den Antillen und Suriname sehen, kombiniert mit afrikanischer Sklaverei, Asien und Niederländisch-Ostindien. Seiner Meinung nach würde dies die Sklaverei von vielen Seiten beleuchten.

### Holocaust
Auf die Frage, wie der niederländische Sklavenhandel im Vergleich zum Holocaust zu sehen sei, antwortete er: Beides ist schrecklich, der Holocaust und die Sklaverei. Ganz oberflächlich lässt sich auch der Vergleich ziehen: Sie wurden transportiert und ausgesondert. Der Unterschied ist, dass es für die Deutschen beim Transport vorteilhaft war, möglichst viele Juden sterben zu lassen, rassistischen Profit nenne ich das in meinem Buch. Nicht so die Sklavenhändler: Sie fingen viel Geld für lebende Sklaven, nicht für tote. Sie mussten während der Überfahrt am Leben bleiben. In einem Interview mit De Nieuwe Wereld TV erklärte er auch, dass die Deutsche Judenverfolgung und die Behandlung Niederländischer Staatsbürger während der Besatzungszeit von 1940 bis 1945 viel nuancierter waren als in der emotionalen Nachkriegsliteratur dargestellt. Und damit haben die damaligen Abolitionisten den Sklavenhandel beschrieben.

## Publikationen (Auswahl)
- H.W. van den Doel, P.C. Emmer & H.Ph. Vogel: Nederland en de nieuwe wereld. Utrecht, Spectrum, 1992.
- P.C. Emmer: De Nederlandse slavenhandel 1500–1850. Amsterdam, De Arbeiderspers, 2000. 2e uitgebr. druk, 2003.
- Piet Emmer & Hans Wansink: Wegsturen of binnenlaten?. Amsterdam, De Arbeiderspers, 2005.
- Atlantisch avontuur. De Lage Landen, Frankrijk en de expansie naar het westen, 1500–1800. Onder red. van Piet Emmer, Henk den Heijer, Louis Sicking. Zutphen, 2010.
- Piet Emmer & Jos Gommans: Rijk aan de rand van de wereld. De geschiedenis van Nederland overzee 1600–1800. Amsterdam, Bert Bakker, 2012.
- Piet Emmer: Het zwart-witdenken voorbij. Een bijdrage aan de discussie over kolonialisme, slavernij en migratie. Amsterdam, Nieuw Amsterdam, 2018.
- P.C. Emmer: Geschiedenis van de Nederlandse slavenhandel. Amsterdam, Nieuw Amsterdam, 2019

### In deutscher Sprache
- Hrsg. von Piet C. Emmer & Manfred Mimler: Wirtschaft und Handel der Kolonialreiche. München, Beck, 1988.